# Скит Светог Спиридона
Скит Светог Спиридона је монашка заједница Српске православне цркве у Гајлнау. Настојатељ манастира-скита је схи-архимандрит Василије (Гролимунд), Епархија диселдорфска и њемачка.

## Историја
Године 1989. зграду некадашњег конака стекла је мала заједница православних монаха и претворила у скит. Некадашња зборница постала је капела. Средином деведесетих, српски православни епископ за Средњу Европу Константин Ђокић подигао је заједницу у скит (грч. ασκητής []. Скит је зависан од свог матичног манастира, српско-православног манастира Свих Светих Богородице у Хилдесхајму, али је административно потпуно независан. Због ограниченог простора у Гајлнау, основан је нови манастир у Унтеруфхаусену, делу тржишног града Ајтерфелда Источни Хесен. На месту на коме је изграђена црква у српском стилу као манастир Градац, посвећена Пресветој Богородици Благовести и Ава Јустин Поповић.

## Монашка заједница
На челу ове мале заједнице је Игуман Схи-архимандрит Василија (Гролимунда), који је рођен у Швајцарској, пре него што је основао скит у Гајлнау једанаест година живео је на Светој Гори. У овоме невеликом братству ове српске православне светиње, коју једнако посећују припадници различитих народа, православни као и инославни, заинтересовани за православље и монашку духовност. На богослужења викендом и празницима долазе Срби, Руси, Грци, и Немци. Монашка заједница је отворена за посете, само треба претходно тражити благослов и регистрацију. Такође скит нуде одраслим мушкарцима и женама, укључујући неправославне хришћане, прилику да неко време живе у манастиру и да упознају монашки живот („привремени манастир“). Службени језик је углавном немачки, али се користе и српски, црквенословенски, грчки, енглески и француски. У заједници до сада није замонашен ни један Србин, код игумана Василија су светогорска правила искушеништво траје седам година.
Мерен западно-латинским мерилима, манастир је, као и сви православни манастири, контемплативан. Дакле, фокус је на молитви и литургији. Свакодневне молитве и литургија одређују ритам живота у манастиру.

## Архимандрит Василије
Кратак животопис схи-игумана Василија (Гролимунда) Високопреподобни архимандрит  Василије (Гролимунд), схи-игуман скита Српске православне цркве  посвећеног Светом Спиридону, у селу Гајлнау недалеко од Лимбурга на Лани у Њемачкој. Архимандрит  Василије (Гролимунд) је рођен на Васкрс 1943. године у Мури-у код Цириха. Са православљем се сусреће у Грчкој на матурској екскурзији. После пуно административних перипетија, након чега се уписује на Богословски факултет у Атини. Током студија упознаје и потоње Архијереје Српске православне цркве: Амфилохије Радовић, Атанасије Јевтић, Иринеј Буловић, Артемије Радосављевић који му откривају Пут светосавски, Пут Божјег човека, равноапостолног и васељенског учитеља Светог Саве Српскога, који ће дубоком промишљу Бога Живога младог швајцарског православног теолога пратити ка његовом будућем непресушном духовном зденцу, Светом Јустину Ћелијском.
Будући послушник Аве Јустин Поповић, походи свете српске крајеве, упознајући манастире у Србији, да би године 1971. с радошћу примио монашки постриг од свога духовног оца, архимандрита Јустина Ћелијског, али и његово духовно завештање — да сведочи Светосавље на Западу.
Следе постдипломске студије у Паризу, где стиче диплому за руски језик и културу у Националном институту источних језика и култура. Говори десетак језика.
По савету оца Јустина Поповића и атонских стараца, почетком 1975. монах Василије одлази на Свету Гору. Десет година проводи у манастиру Ставроникита и још једну у манастиру Симонопетра. У чин ђакона и свештеника рукоположио га је владика Амфилохије Радовић 1985. године у Атини.
Крајем исте године одлази у француску да тамо служи као сабрат симонопетрског метоха у храму Православног центра у Монзерону код Париза. Кад је 1989. године уз канонски отпуст прешао у епархију владика Амфилохије Радовић, у договору са тада западноевропски владика Лаврентије Трифуновић шаље га за Немачку  да оснује Скит - Свети Спиридон